# Hopcalita

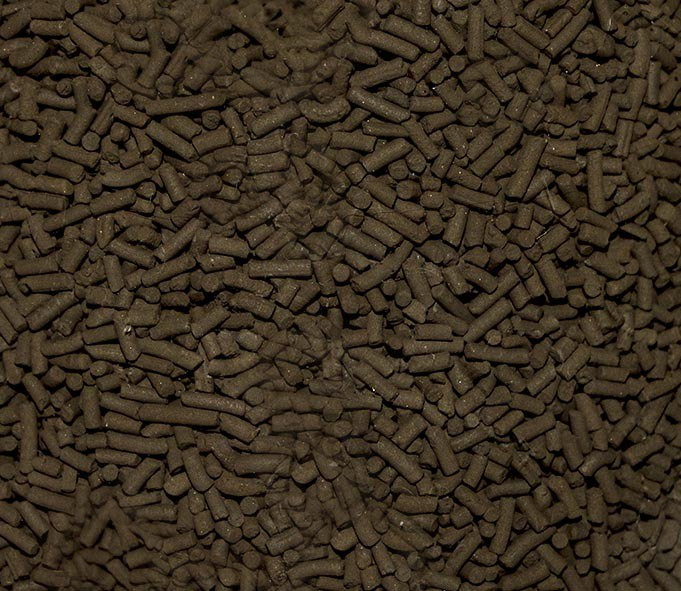
Hopcalita.

La hopcalita es una mezcla de óxidos de cobre y de manganeso utilizados como catalizador para convertir monóxido de carbono en dióxido de carbono, cuando se exponen al oxígeno del aire. Una variedad de hopcalita (hopcalita (II)) presenta la siguiente composición conocida; 3:01 dióxido de manganeso: óxido de cobre. 
Por otro lado, la hopcalita I es una mezcla de 50%  de monóxido de manganeso (MnO), 30% de óxido de cobre (II) (CuO), 15% de óxido de cobalto (III) (Co2O3), y 5% de óxido de plata (Ag2O).

## Aplicaciones
Aunque se utiliza principalmente para catalizar la conversión de monóxido de carbono a dióxido de carbono, los catalizadores de hopcalita también se emplean para eliminar el óxido de etileno y otros compuestos orgánicos volátiles, así como el ozono de corrientes de gas. 
Las mezclas de distintos tipos  hopcalita se usan en los sistemas de filtraciones de aire para purificarlo, por ejemplo los utilizados en el buceo, y extinción de incendios.
Tiene además un rol importante como el principal ingrediente de la filtración en los respiradores auto rescate empleados por los mineros.De esta manera, el monóxido de carbono no se elimina mediante filtros de aire de carbón activado.